# Idaea chotaria
Idaea chotaria är en fjärilsart som beskrevs av Swinhoe 1886. Idaea chotaria ingår i släktet Idaea och familjen mätare. Inga underarter finns listade i Catalogue of Life.